# Córdoba (Quindío)
Córdoba es un municipio del departamento del Quindío, en Colombia. Fue fundado en 1912, siendo declarado municipio en 1967. Tiene como principales actividades económicas la agricultura y las artesanías. Se ubica a 27 km de Armenia.

## Historia
Aunque el pueblo se fundó en 1912, para el año de 1925 no existían en Córdoba más de 40 casas. Se reconocen como fundadores de este municipio a Jesús y Miguel Jaramillo, Manuel Bermúdez, Felix Marín, Joaquín Buitrago, Paulino y Julio García (provenientes de Antioquia), y a Nemesio Peña, Pedro Salgado y Jesús Valencia (provenientes del Tolima y Cundinamarca); se le dio el nombre de Córdoba en homenaje al líder rebelde y prócer de la independencia de América, el General José María Córdova.
En 1914 se eleva a la categoría de Corregimiento del municipio de Calarcá, siendo erigido en municipio en 1967 por medio de la ordenanza N.º 022 de la Asamblea del Departamento del Quindío.